# Polyommatus pljushtchi
Polyommatus pljushtchi — вид денних метеликів родини Синявцеві (Lycaenidae). Інколи вважається підвидом Polyommatus damone.

## Поширення
Ендемік Криму. Відомий лише на Ай-Петринській яйлі.

## Спосіб життя
Трапляється на крутих схилах яйли. Літ метеликів — у кінці червня та протягом липня. У рік виводиться одне покоління. Яйця самиця відкладає на рослини Hedisarum tauricum.